# Эрдэнэбатын Оуюн
Эрдэнэбатын Оуюн (монг. Эрдэнэбатын Оюун; 2 февраля 1918, Урга — 23 июня 2001, Улан-Батор) — монгольский театральный деятель, драматург, писательница, режиссёр, искусствовед, переводчица
. Заслуженный артист Монголии (1942). Народный артист МНР (1945).
Лауреат Государственной премии МНР (1946).

## Биография
Дочь министра народного просвещения МНР Н. Ф. Батуханова. С 1934 года училась на рабфаке в Улан-Удэ, в 1957—1960 годах — в Театрально-художественном институте имени А. В. Луначарского в Москве (ныне Российский институт театрального искусства — ГИТИС).
С 1936 года работала режиссёром, сценаристом и переводчиком в Монгольском Государственном центральном театре, художественным руководителем Монгольской кинопромышленности (1960—1962), с 1963 по 1975 год — художественным руководителем Государственного академического драматического театра, основатель и председатель союза работников искусства МНР (с 1985).
Занималась переводами произведений Софокла, Лопе де Веги, Шекспира, Ф. Шиллера, Н. Гоголя, К. Гольдони, А.Островского и др.
Всю свою жизнь посвятила развитию сценического искусства Монголии. Занималась исследованиями народных основ монгольского театра.

## Режиссёрские работы
- Залуу эх Замбага (1941),
- Мандухай сэцэн хатан (1942),
- Хатанбаатар Магсаржав (1943),
- Шарай голын гурван хаан (1944),
- Жаргалын зам (1951),
- Эмч нар (1953),
- Шинэ байшинд (1965),
- Гарын таван хуруу (1967),
- Ээдрээ (1968),
- Өрсөлдөөн (1970),
- Арын албаныхан (1971),
- Нүд (1973)

## Избранные произведения
Пьесы
- «Братья» (1946),
- «Кувшин драгоценностей» (1977),
- «Гарва» (1985)

Проза
- Дэнсмаа (1938),
- Хот айл (1942),
- Нөхдийн уулзалт (1946),
- Арвижихын гэр бүл (1948, 1951 в соавт.),
- Залуус минь (1976),
- Амь биш (1977),
- Хайр (1979),
- Гарваа (1985),
- Хэзээ ч мартахгүй (1985) ,
- Гэм нь урдаа (1955),
- Манай аялгуу (1956),
- Зарцын охин (1975),
- Шуудан хүргэгч Цэрмаа (1961)
- рассказы, посвящённые жизни монгольских женщин, молодежи.
- Работы по искусствоведению (Искусство, созданное революцией. Вопросы литературы.-1973 — № 12.-C. 176—187).